# Centro de Entretenimiento de Sídney
El Centro de Entretenimiento de Sídney (en inglés: Sydney Entertainment Centre) conocido como el Qantas Credit Union Arena por motivos de patrocinio, es un recinto multiusos, situado en Haymarket, Sídney, Australia. Abrió sus puertas en mayo de 1983, en sustitución del Estadio Sídney, que fue demolido para dar paso a un nuevo ferrocarril. El centro es actualmente propiedad de la Autoridad Portuaria de Foreshore Sydney, que administra la vecina zona de Darling Harbour, y lo gestiona en régimen de arrendamiento.
Como sede deportiva, es más conocido por ser la casa de los Sydney Kings que juegan en la Liga Nacional de Baloncesto (NBL). Otros deportes como el boxeo, tenis también se han celebrado allí. 
El espacio fue sede de los Campeonatos del Mundo de Gimnasia Rítmica 1991, así como el Campeonato Mundial Femenino de la FIBA de 1994. 
En los Juegos Olímpicos de 2000, la arena fue el escenario principal para el voleibol.